# Pteronemobius heydenii
Pteronemobius heydenii is een rechtvleugelig insect uit de familie krekels (Gryllidae). De wetenschappelijke naam van deze soort is voor het eerst geldig gepubliceerd in 1853 door Fischer.